# 창원 길상사 선원제전집도서
창원 길상사 선원제전집도서(昌原 吉祥寺 禪源諸詮集都序)는 대한민국 경상남도 창원시 길상사에 있는 조선시대의 책이다. 2014년 1월 23일 경상남도 문화재자료 제575호로 지정되었다.

## 지정 사유
《선원제선집도서》는 중국 화엄종의 제5조인 圭峰宗密(780-841)이 지은 책으로 101권의 선원제전집 중 핵심만 발췌하여 다시 정리한 것이다.
선원제선집도서의 판본은 1493년 전라도 회암사에서 간행된 것을 비롯하여 1606년 계룡산 율사 개간본, 1611년 지리산 쌍계사판, 1634년 장흥 천관사판 등 26종 가량이 전한다. 임란이전의 판본은 아니지만 조선후기 불서연구에 귀중한 자료이다.

## 참고 자료
- 창원 길상사 선원제전집도서 - 국가유산청 국가유산포털